# Torneo di Viareggio 1995
Il Torneo di Viareggio 1995, quarantasettesima edizione del torneo calcistico riservato alle formazioni giovanili di squadre di tutto il mondo, si è tenuto tra il 12 febbraio e il primo marzo 1995. Il torneo al quale hanno partecipato 24 squadre da 7 paesi è stato vinto dal Torino per la quinta volta nella sua storia superando solo ai rigori la Fiorentina dopo una doppia finale finità due volte in parità.

## Squadre partecipanti
Squadre italiane
- Bari
- Brescia
- Fiorentina
- Inter
- Italia U-20
- Juventus
- Lazio
- Lucchese
- Milan

- Napoli
- Nola
- Padova
- Palermo
- Parma
- Perugia
- Reggina
- Roma
- Torino

Squadre europee
- Bayer Leverkusen -
- Southampton -
- Espanyol -

Squadre americane
- Pumas UNAM -

Squadre asiatiche
- Yomiuri -

Squadre oceaniane
- Marconi Stallions -

## Formato
Le 24 squadre partecipanti sono state suddivise in sei gironi. Le quattro squadre di ogni girone si affrontano in gare di sola andata. Si qualificano al secondo turno le prime e le seconde classificate. Nel secondo turno le squadre qualificate vengono divise in due gruppi e si affrontano in scontri ad eliminazione diretta, con l'eventuale esecuzione dei calci di rigore al termine dei tempi regolamentari. Passano ai quarti di finale le vincitrici degli incontri e una squadra per gruppo viene ripescata come miglior perdente. Dai quarti di finale in poi dopo i tempi regolamentari, due tempi supplementari da 15 minuti ciascuno, seguiti in caso di parità dai calci di rigore. Le vincenti delle semifinali giocano la finale: in caso di parità dopo tempi regolamentari e tempi supplementari, la gara viene ripetuta e in caso di ulteriore parità dopo tempi regolamentari e tempi supplementari si procede ai calci di rigore

## Fase a gruppi

### Gruppo 1
| Squadra     | Punti | G | V | N | P | GF | GS | DR |
| ----------- | ----- | - | - | - | - | -- | -- | -- |
| Fiorentina  | 7     | 3 | 2 | 1 | 0 | 6  | 0  | +6 |
| Parma       | 6     | 3 | 2 | 0 | 1 | 3  | 3  | 0  |
| Italia U-20 | 4     | 3 | 1 | 1 | 1 | 3  | 2  | +1 |
| Pumas UNAM  | 0     | 3 | 0 | 0 | 3 | 1  | 8  | -7 |

| Fiorentina | 3 - 0 | Parma |

| Italia U-20 | 3 - 1 | Pumas UNAM |

| Fiorentina | 0 - 0 | Italia U-20 |

| Parma | 2 - 0 | Pumas UNAM |

| Fiorentina | 3 - 0 | Pumas UNAM |

| Parma | 1 - 0 | Italia U-20 |

### Gruppo 2
| Squadra     | Punti | G | V | N | P | GF | GS | DR |
| ----------- | ----- | - | - | - | - | -- | -- | -- |
| Napoli      | 7     | 3 | 2 | 1 | 0 | 10 | 2  | +8 |
| Milan       | 6     | 3 | 2 | 0 | 1 | 6  | 6  | 0  |
| Nola        | 4     | 3 | 1 | 1 | 1 | 7  | 6  | +1 |
| Southampton | 0     | 3 | 0 | 0 | 3 | 2  | 11 | -9 |

| Napoli | 3 - 0 | Milan |

| Nola | 3 - 1 | Southampton |

| Napoli | 2 - 2 | Nola |

| Milan | 3 - 1 | Southampton |

| Napoli | 5 - 0 | Southampton |

| Milan | 3 - 2 | Nola |

### Gruppo 3
| Squadra  | Punti | G | V | N | P | GF | GS | DR |
| -------- | ----- | - | - | - | - | -- | -- | -- |
| Lucchese | 5     | 3 | 1 | 2 | 0 | 3  | 0  | +3 |
| Torino   | 5     | 3 | 1 | 2 | 0 | 3  | 2  | +1 |
| Lazio    | 2     | 3 | 0 | 2 | 1 | 1  | 2  | -1 |
| Yomiuri  | 2     | 3 | 0 | 2 | 1 | 3  | 6  | -3 |

| Lucchese | 0 - 0 | Torino |

| Lazio | 1 - 1 | Yomiuri |

| Lucchese | 0 - 0 | Lazio |

| Torino | 2 - 2 | Yomiuri |

| Lucchese | 3 - 0 | Yomiuri |

| Torino | 1 - 0 | Lazio |

### Gruppo 4
| Squadra          | Punti | G | V | N | P | GF | GS | DR |
| ---------------- | ----- | - | - | - | - | -- | -- | -- |
| Padova           | 6     | 3 | 2 | 0 | 1 | 6  | 4  | +2 |
| Perugia          | 5     | 3 | 1 | 2 | 0 | 2  | 0  | +2 |
| Roma             | 4     | 3 | 1 | 1 | 1 | 1  | 1  | 0  |
| Bayer Leverkusen | 1     | 3 | 0 | 1 | 2 | 2  | 6  | -4 |

| Padova | 0 - 2 | Perugia |

| Roma | 1 - 0 | Bayer Leverkusen |

| Padova | 1 - 0 | Roma |

| Perugia | 0 - 0 | Bayer Leverkusen |

| Padova | 5 - 2 | Bayer Leverkusen |

| Perugia | 0 - 0 | Roma |

### Gruppo 5
| Squadra  | Punti | G | V | N | P | GF | GS | DR |
| -------- | ----- | - | - | - | - | -- | -- | -- |
| Brescia  | 6     | 3 | 2 | 0 | 1 | 6  | 2  | +4 |
| Espanyol | 6     | 3 | 2 | 0 | 1 | 4  | 5  | -1 |
| Reggina  | 3     | 3 | 1 | 0 | 2 | 2  | 3  | -1 |
| Inter    | 3     | 3 | 1 | 0 | 2 | 3  | 5  | -2 |

| Brescia | 4 - 0 | Espanyol |

| Inter | 2 - 0 | Reggina |

| Brescia | 2 - 0 | Inter |

| Espanyol | 1 - 0 | Reggina |

| Brescia | 0 - 2 | Reggina |

| Espanyol | 3 - 1 | Inter |

### Gruppo 6
| Squadra           | Punti | G | V | N | P | GF | GS | DR  |
| ----------------- | ----- | - | - | - | - | -- | -- | --- |
| Juventus          | 7     | 3 | 2 | 1 | 0 | 9  | 2  | +7  |
| Palermo           | 5     | 3 | 1 | 2 | 0 | 9  | 1  | +6  |
| Bari              | 4     | 3 | 1 | 1 | 1 | 9  | 2  | +7  |
| Marconi Stallions | 0     | 3 | 0 | 0 | 3 | 0  | 22 | -22 |

| Juventus | 1 - 1 | Palermo |

| Bari | 8 - 0 | Marconi Stallions |

| Juventus | 2 - 1 | Bari |

| Palermo | 8 - 0 | Marconi Stallions |

| Juventus | 6 - 0 | Marconi Stallions |

| Palermo | 0 - 0 | Bari |

## Secondo turno ad eliminazione diretta
| Perugia | 0 - 0 (8-7 d.c.r.) | Lucchese |

| Parma | 2 - 1 | Napoli |

| Fiorentina | 2 - 1 | Milan |

| Torino | 2 - 2 (4-2 d.c.r.) | Padova |

| Palermo | 1 - 1 (5-4 d.c.r.) | Brescia |

| Juventus | 2 - 0 | Espanyol |

## Fase finale
|  | Quarti di finale | Quarti di finale | Quarti di finale |              |            | Semifinali | Semifinali | Semifinali |  |  | Finale | Finale | Finale |  |
|  |                  |                  |                  |              |            |            |            |            |  |  |        |        |        |  |
|  | Perugia          | Perugia          | 2                |              |            |            |            |            |  |  |        |        |        |  |
|  | Perugia          | Perugia          | 2                |              |            |            |            |            |  |  |        |        |        |  |
|  | Parma            | Parma            | 1                |              |            |            |            |            |  |  |        |        |        |  |
|  | Parma            | Parma            | 1                |              | Perugia    | Perugia    | 0          |            |  |  |        |        |        |  |
|  |                  |                  |                  |              | Perugia    | Perugia    | 0          |            |  |  |        |        |        |  |
|  |                  |                  | Fiorentina       | Fiorentina   | 2          |            |            |            |  |  |        |        |        |  |
|  | Fiorentina       | Fiorentina       | Fiorentina       | Fiorentina   | 2          | 1          |            |            |  |  |        |        |        |  |
|  | Fiorentina       | Fiorentina       |                  |              |            |            |            |            |  |  |        |        |        |  |
|  | Lucchese         | Lucchese         | 0                |              |            |            |            |            |  |  |        |        |        |  |
|  | Lucchese         | Lucchese         | 0                |              | Fiorentina | Fiorentina | 2 (1)      |            |  |  |        |        |        |  |
|  |                  |                  |                  |              |            |            |            |            |  |  |        |        |        |  |
|  |                  |                  | Torino (dtr)     | Torino (dtr) | 2 (2)      |            |            |            |  |  |        |        |        |  |
|  | Torino           | Torino           | Torino (dtr)     | Torino (dtr) | 2 (2)      | 1          |            |            |  |  |        |        |        |  |
|  | Torino           | Torino           |                  |              |            |            |            |            |  |  |        |        |        |  |
|  | Palermo          | Palermo          | 0                |              |            |            |            |            |  |  |        |        |        |  |
|  | Palermo          | Palermo          | 0                |              | Torino     | Torino     | 3          |            |  |  |        |        |        |  |
|  |                  |                  |                  |              | Torino     | Torino     | 3          |            |  |  |        |        |        |  |
|  |                  |                  | Padova           | Padova       | 2          |            |            |            |  |  |        |        |        |  |
|  | Padova           | Padova           | Padova           | Padova       | 2          | 1          |            |            |  |  |        |        |        |  |
|  | Padova           | Padova           |                  |              |            |            |            |            |  |  |        |        |        |  |
|  | Juventus         | Juventus         | 0                |              |            |            |            |            |  |  |        |        |        |  |

### Finale 1º - 2º posto
| Viareggio 27 febbraio 1995, ore 15:00 CET                              | Fiorentina | 1 – 1 (d.t.s.)        | Torino | Stadio dei Pini |
| \| \| \| \| \| Sacchini 90+1’ \| Marcatori \| 23’ (rig.) Bernardini \| |            |                       |        |                 |
|                                                                        |            |                       |        |                 |
| Sacchini 90+1’                                                         | Marcatori  | 23’ (rig.) Bernardini |        |                 |

| Viareggio 1º marzo 1995, ore 15:00 CET Ripetizione                                                                | Fiorentina           | 2 – 2 (d.t.s.)           | Torino | Stadio dei Pini |
| \| \| \| \| \| Flachi 4’, 79’ (rig.) \| Marcatori \| 61’ Bernardi 83’ Mezzano \| \| \| Tiri di rigore 1 – 2 \| \| |                      |                          |        |                 |
| |                      |                          |        |                 |
| Flachi 4’, 79’ (rig.)                                                                                             | Marcatori            | 61’ Bernardi 83’ Mezzano |        |                 |
| | Tiri di rigore 1 – 2 |                          |        |                 |

### Finale 3º - 4º posto
La finale per il 3º e 4º posto tra Perugia e Padova non si disputò a causa della rinuncia per protesta del Perugia in seguito alla decisione del risultato della semifinale con la Fiorentina. Il Padova si classificò quindi terzo e il Perugia quarto.